# Dreifaltigkeitskapelle (Andělská Hora)

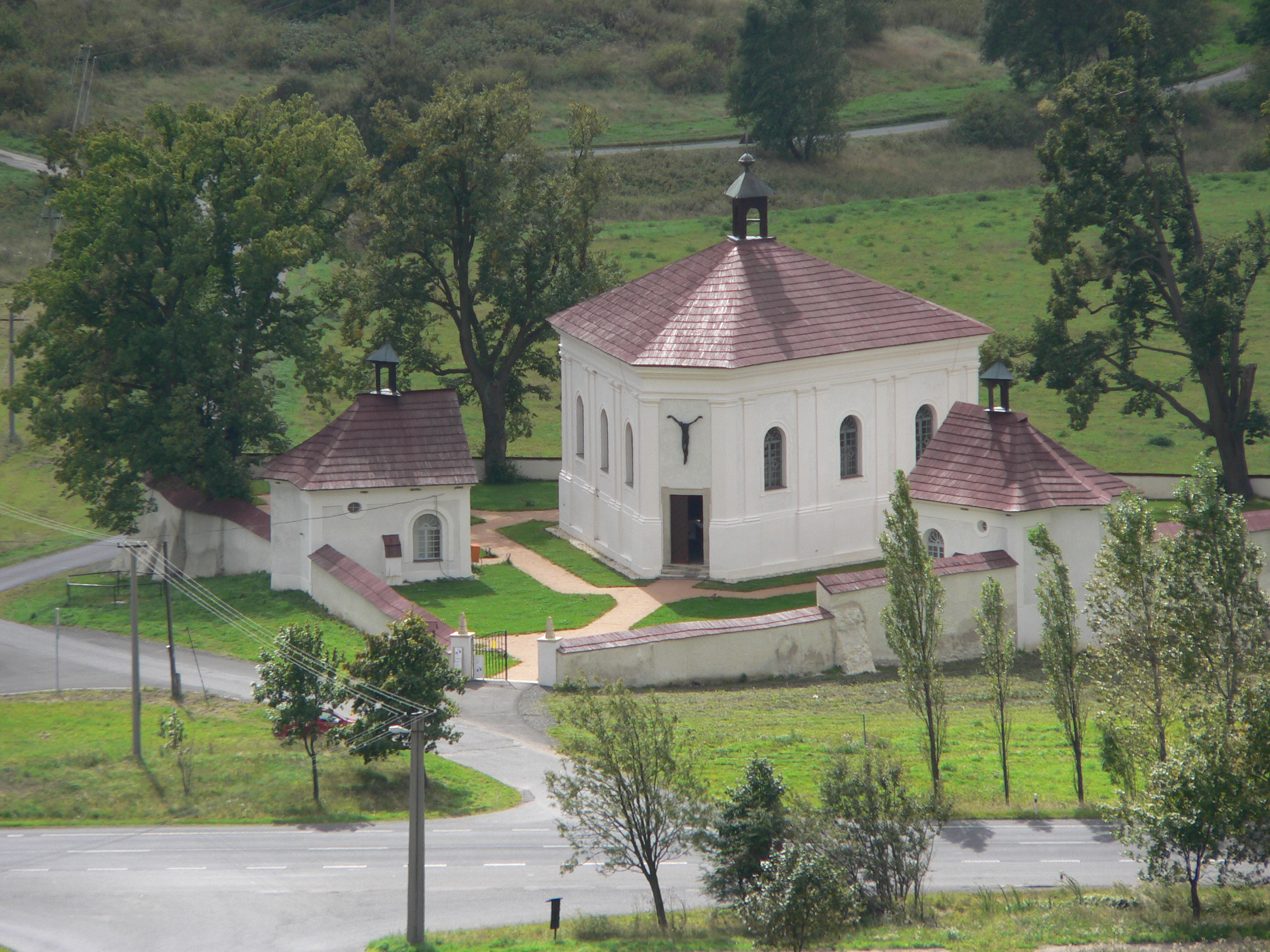
Dreifaltigkeitskapelle in Andělská Hora

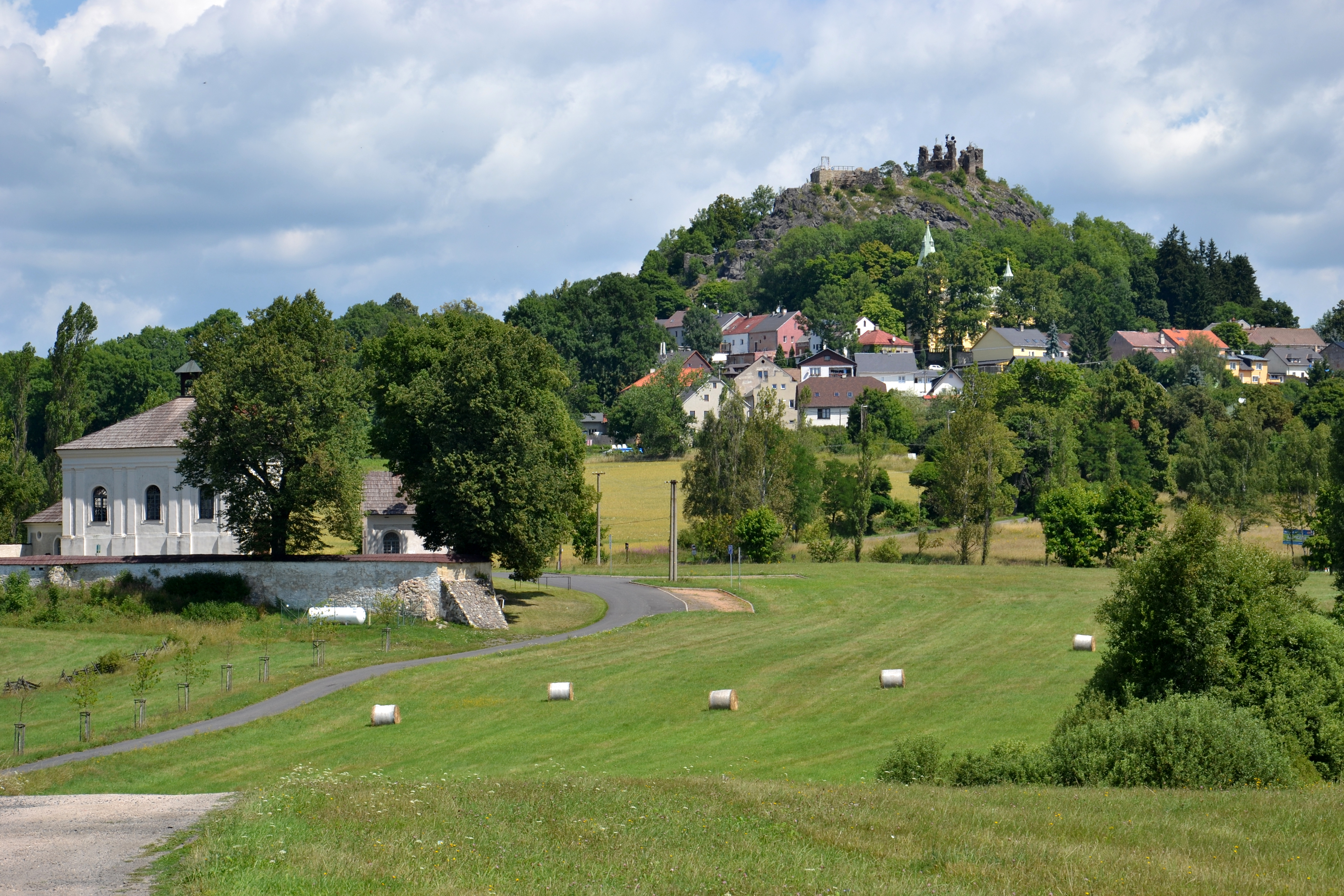
Die Kapelle links vor Andělská Hora

Die Kapelle der Heiligen Dreifaltigkeit (tschechisch kostel Nejsvětější Trojice) am Ortsrand der tschechischen Gemeinde Andělská Hora (deutsch Engelhaus) ist ein geschütztes Baudenkmal. Seit dem Spätmittelalter ein bedeutendes Pilgerziel, wurde die heutige Kapelle zwischen 1698 und 1712 nach Plänen des Architekten Giovanni Battista Alliprandi an Stelle eines hölzernen Vorgängerbaues errichtet und im 19. Jahrhundert zur Begräbniskirche umfunktioniert. In der Nähe befand sich ein Brunnen mit einer Heilquelle.

## Geschichte
Die Kapelle liegt an einer Straße, die einst ein wichtiger Handelsweg von Donawitz nach Buchau war. Seit dem Spätmittelalter stand dort eine der hl. Jungfrau geweihte hölzerne Kapelle, die 1393 erstmals schriftlich erwähnt wurde. Sie beherbergte eine gotische Madonnenskulptur, die später als Heilige Dreifaltigkeit verehrt wurde. Neben der Kirche bei der alten Linde lag eine wundertätige Heilquelle, zu der Pilgerfahrten stattfanden. Südlich der Kapelle existierte eine Einsiedelei. Die religiöse Gemeinschaft rief angeblich um 1500 die Tochter des Gutsbesitzers Ludmilla ins Leben. Während der Besetzung von Engelhaus durch die Hussiten wurde die Kapelle niedergebrannt und erst nach dem Ende der Hussitenkriege wiederaufgebaut. Einer Legende nach fand man in der Asche die wundersam erhaltene Madonna wieder. Der Burgherr Heinrich III. von Plauen übertrug der Kapelle ein neues Madonnenbildnis. In seinem Testament vom 27. April 1514 stiftete er für sich und seine Familie vor dem Altar eine immerwährende Jahresmesse. Während der Reformationszeit ist das Gnadenbild zerstört worden.
1646 erhielt der Zimmermeister Georg Kreil 36 Kreuzer für die Instandsetzung des Vestibüls der Holzkapelle. Jedoch konnte die kleine Kapelle die wachsenden Pilgermassen nicht mehr fassen. Aus Dankbarkeit für die Geburt eines männlichen Erben ließ der damalige Besitzer der Herrschaft Graf Hermann Jakob Czernin von Chudenitz zwischen 1698 und 1712 eine neue Kapelle im Barockstil nach den Plänen des Prager Architekten Giovanni Battista Alliprandi errichten. Eine andere Geschichte berichtet von einem Gelübde, das der Graf nach einem erlittenen Unfall einlöste. Aus Geldmangel war der Bau erst nach 14 Jahren fertiggestellt. Die Kosten beliefen sich auf 1242 Gulden. Am 28. November 1730 gründete sich die Bruderschaft des Ordens der Heiligen Dreifaltigkeit, der am 24. Mai 1732 vom Prager Erzbischof Daniel Joseph Mayer von Mayern die Verwaltung der Dreifaltigkeitskapelle anvertraut wurde. Die Mitglieder stammten größtenteils aus den Reihen das Adels und höheren Klerus. Bis 1736 war der Pfarrer von Engelhaus Martin Lappat der erste Vorgesetzte der Bruderschaft.
Jeden zweiten Sonntag im Monat fand ein Gottesdienst statt, zudem für die zahlreichen Pilger viermal im Jahr eine heilige Messe. Im Zuge weiterer Baumaßnahmen unter Graf Ludwig Hartig erhielt die Kirche 1753 auch eine neue prächtige Orgel. Die Wände und Decken gestaltete 1783 der Karlsbader Künstler Joseph Kramolín. Nach Aufhebung der Bruderschaft durch Joseph II. wurde die Wallfahrtskirche geschlossen und ihrer Ausstattung und Votivgegenstände teilweise beraubt. Die Kapelle war nun der Schirmherrschaft der Gemeinde übertragen. In der ersten Hälfte des 19. Jahrhunderts wurde der Friedhof zur Kapelle verlegt und die Gebäude zur Begräbniskirche umfunktioniert. Nach dem Zweiten Weltkrieg war die frei zugängliche Kapelle Vandalismus ausgesetzt. Einbrüche fügten ihr enormen Schaden zu. Das Inventar ging verloren, einschließlich des kunsthistorisch wertvollen frühbarocken Altars. Mit finanzieller Unterstützung des Kulturministeriums der Tschechischen Republik konnte 2004 bis 2005 ein umfassender Wiederaufbau durchgeführt werden. Am 8. Juli 2006 erfolgte die Wiedereröffnung. Die Kapelle dient heute als kulturelles und soziales Zentrum mit Ausstellungsräumen.

## Beschreibung
Die Kirche ist einschiffig in Form eines gleichseitigen Dreiecks mit abgeschrägten Ecken und einem dreiseitigen Pyramidendach. Die Wände sind jeweils durch drei große Fenster unterbrochen und in den Ecken durch massive Pilaster unterteilt. In den Ecken befanden sich ursprünglich drei rechteckige Eingangsportale, von denen zwei Mitte des 20. Jahrhunderts ummauert wurden. Die zwei erhaltenen Seitenkapellen wurden an den Achsen der Umfassungsmauer platziert.

## Ausstattung
Die Decke war ursprünglich mit einem Fresko der Heiligen Dreifaltigkeit vom Maler Joseph Kramolin aus dem Jahr 1783 versehen. 1905 wurde es übermalt. Den nicht mehr erhaltenen frühbarocken Altar schuf der Bildhauer Franz Preiss um 1710. Er war umgeben von Statuen der Heiligen Dreifaltigkeit. Über dem Haupteingang befand sich eine Szene des gekreuzigten Christus in der Dreifaltigkeit.

## Geläut
Im Glockenturm der Kirche hingen ursprünglich zwei Glocken. Ein altes Inventar von 1737 listet drei Glocken auf. Die größere und ältere Glocke mit dem Namen des Grafen Humprecht Czernin aus dem Jahr 1673 stammte möglicherweise vom Vorgängerbau. Weitere Glocken hingen in den Seitenkapellen.